# Baleine grise
Eschrichtius robustus
Famille
Genre
Espèce
Statut de conservation UICN

 LC  : Préoccupation mineure
Statut CITES
La Baleine grise (Eschrichtius robustus) est une espèce de cétacé, seule espèce du genre Eschrichtius et de la famille Eschrichtiidae. Elle a disparu de tout l'océan Atlantique à la suite de la chasse baleinière mais une population  existe encore dans le Pacifique.

## Description
- Taille[2] :

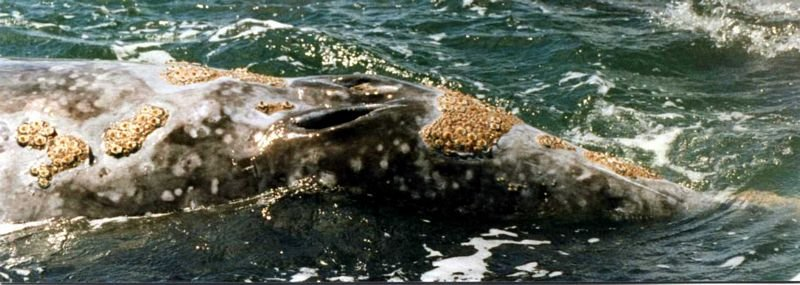
les évents forment un V.

  - adulte : 12-15 m (la femelle est plus grande que le mâle),
  - à la naissance : 4,5- 5 m.
- Régime alimentaire : divers amphipodes benthiques, polychètes, isopodes, vers tubicoles.
- Poids : 17-37 tonnes[3].

La peau est souvent argentée, parsemée de taches blanchâtres et d'éraflures. Elle est souvent recouverte de balanes, bernacles et poux de baleines, notamment au niveau de la tête et de la queue.
La tête de la baleine grise est relativement petite comparée à celles des autres espèces. Elle ne fait qu'un sixième à un cinquième de la longueur totale de son corps. La largeur de sa tête est située entre celle des baleines franches (Right whales en anglais) et des rorquals. Ses évents sont en V sur la partie reculée de sa tête. Très visibles sur le dessus de la tête, les deux narines qui forment l'évent se ferment hermétiquement lors des plongées.
Comme tous les mysticètes, la baleine grise est dépourvue de dents. Les fanons sont faits de kératine. Rangés en 160 paires de petits balais (130 à 180), longs d'une soixantaine de centimètres, ils lui servent à filtrer les coquillages et les crustacés qu'elle trouve en aspirant la vase au fond de la mer. Les fanons auraient évolué à partir des plis transversaux qui rident la voûte du palais de la plupart des mammifères.
Sa nageoire caudale est son principal organe de natation : actionnée par une puissante musculature abdominale, elle la propulse à la manière d'une godille dont le va-et-vient ne serait pas latéral, mais horizontal. Ses nageoires latérales, assez réduites, ne servent qu'aux manœuvres d'équilibrage et d'orientation.

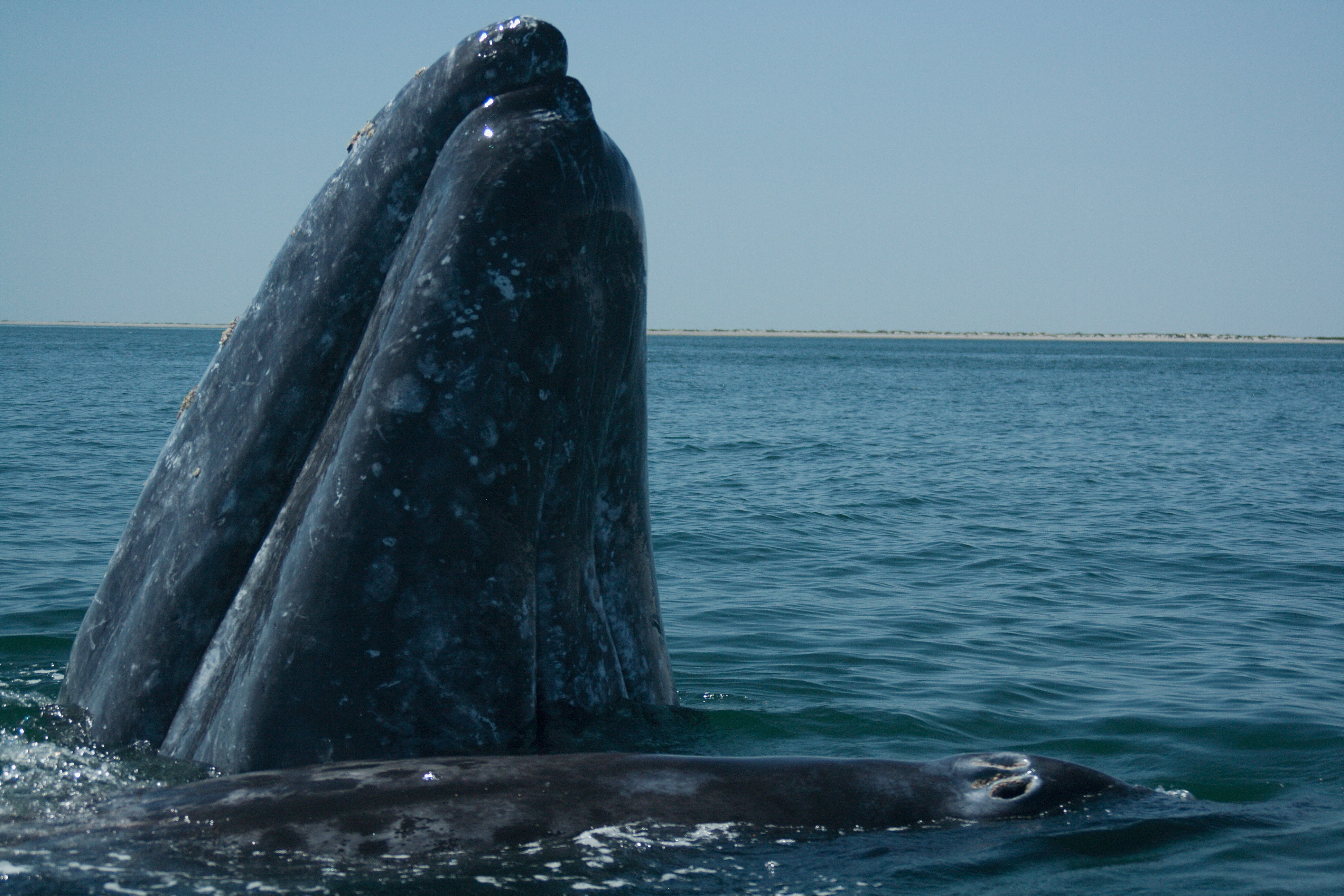
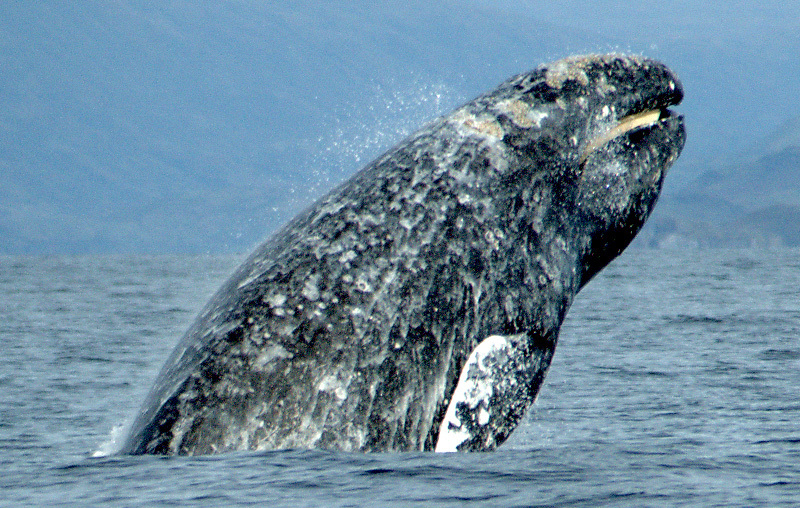
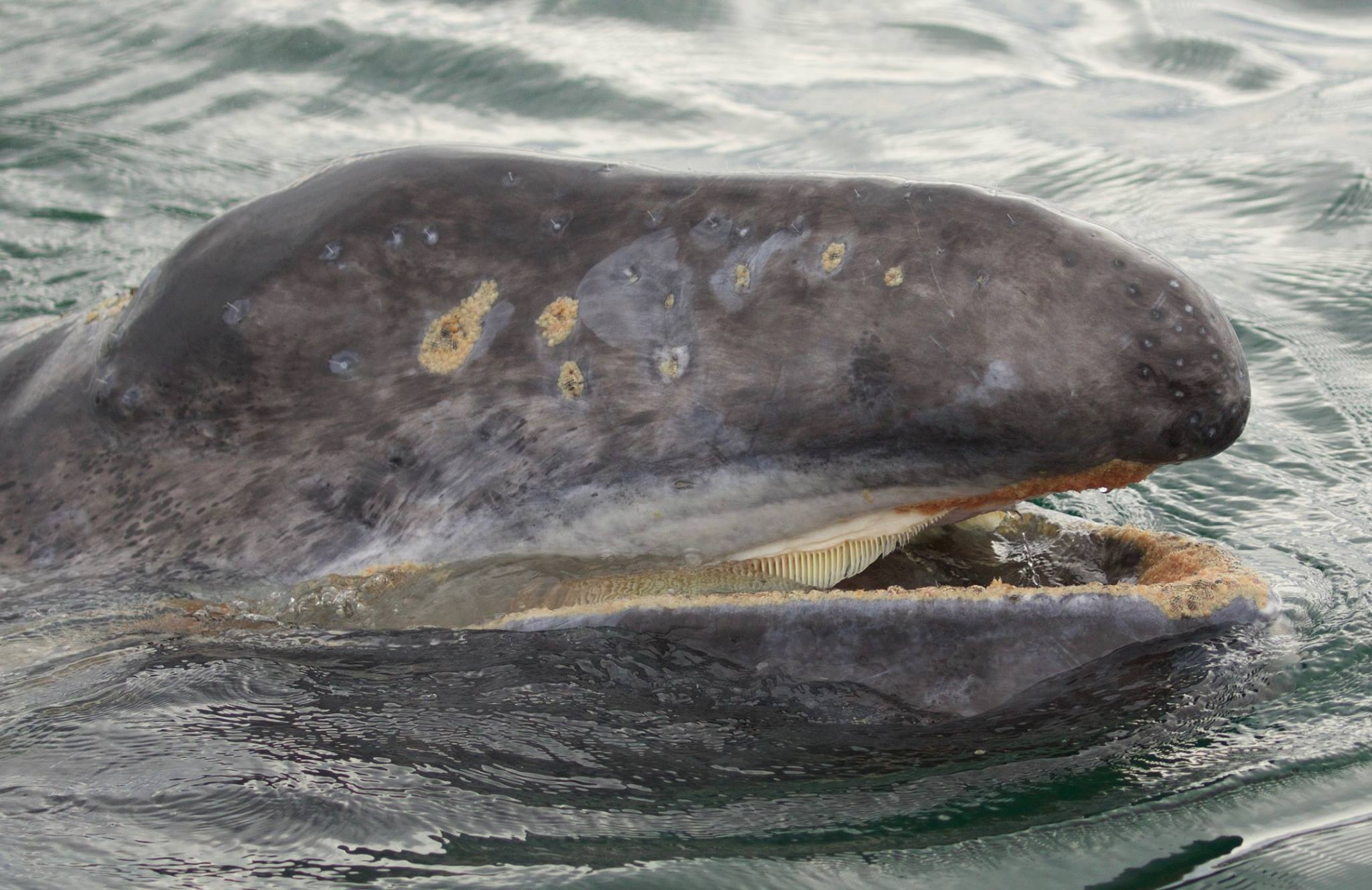
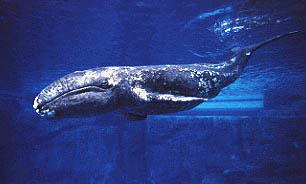

## Reproduction
À l'époque des amours, plusieurs prétendants peuvent courtiser la même femelle en se roulant et se frottant sur elle. Après ces fiévreux ballets, l'accouplement proprement dit se pratique souvent à trois partenaires : les deux mâles qui s'efforcent de posséder la même femelle l'aident, en fait, alternativement, à maintenir son équilibre dans l'eau.
À sa naissance, un bébé baleine mesure de quatre mètres cinquante à cinq mètres et pèse cinq cents kilogrammes. En quelques mois, le baleineau double son poids.

## Taxonomie
Le premier qui fit part d'une observation d'une baleine grise fut Paul Dudley (1675–1751) en 1725. Dans le document retrouvé, il la nommait « scrag whale ». L'endroit où il l'avait observée se situait au large de la Nouvelle-Angleterre (de la côte Est des États-Unis). En 1777, Erxlenben désigne cette baleine par le nom binomial « Balaena gibbosa », mais c'est le suédois Vilhelm Lilljeborg qui donne à l'espèce sa première description scientifique valide, sous le nom de Balaenoptera robusta en 1861. John Edward Gray déplace le taxon dans un genre à part entière, Eschrichtius, en 1864.

## Répartition et habitat

Répartition contemporaine de la baleine grise.

- Habitat : eaux côtières et eaux océaniques profondes.
- Aire de répartition : région côtière du Pacifique nord.

Autrefois, cette espèce était commune dans l'Atlantique, mais elle en a été éradiquée par la pêche.

## Population
La population est actuellement limitée au Pacifique. Les baleines se déplacent annuellement entre l'océan Arctique où elles se nourrissent de crustacés benthiques, situé entre la mer de Barents et la mer d'Okhotsk — entre l'Alaska et la Sibérie orientale — et des lieux de reproduction, situés autour du golfe de Californie,de la mer de Chine orientale et de la mer du Japon.

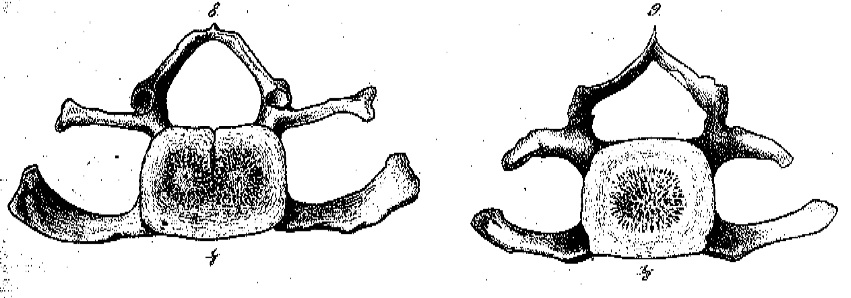
Vertèbres

Une population aujourd'hui éteinte existait dans l'Atlantique. Elle a persisté jusqu'au XIXe siècle sur les côtes américaines et, peut-être, jusqu'au XVIIe dans les eaux européennes.
Sa première description sur la côte Est des États-Unis est due à Paul Dudley, ancien gouverneur de la Nouvelle-Angleterre (1725) : « The Scrag Whale is near a-kin to the Fin-back, buts inftead of a Fin upon his Back, the Ridge of the Afterpart of his Back is scragged with half a Dozen Knobs or Nuckles ; he is nearest the right Whale in Figure and for Quantity of Oil ; his Bone is white but won't split ». Comme on le voit, cette « baleine rugueuse » n'est pas très clairement décrite. Elle fut ensuite ignorée par les grands zoologistes (Carl von Linné (1707-1778), Georges Cuvier (1769-1832), etc.) dont certains ne virent dans cette description qu'une baleine franche malade. Son existence scientifique a d'ailleurs d'abord été attestée à partir de restes de l'âge du fer trouvés sur une plage de l'île de Gräso, dans la mer Baltique. Depuis, beaucoup de restes ont été trouvés, principalement aux Pays-Bas — lors des travaux de poldérisation entre 1879 et 1935, le plus récent étant daté du Ve siècle —, sur une plage en Grande-Bretagne en 1861 (Babbicombe Bay : ces restes, conservés au Natural History Museum de Londres, étaient vraisemblablement ceux des tout derniers individus ayant roulé depuis les fonds marins pendant deux siècles : ils ont été datés comme étant anciens de 340 ans), ainsi que dans une carrière de la Cornouailles. Enfin, une série de restes ont été découverts en 1997 dans la cité antique de Lattara (Languedoc oriental, France) près de Montpellier. Cette cité était le principal port de la zone et il est possible que les lagunes des côtes méditerranéennes (au moins occidentales en Espagne et France mais peut-être aussi au Maghreb et en Italie) aient hébergé des baleines grises lors de leurs séjours hivernaux comme lieu de reproduction.
En 1930, on compte 20 000 baleines grises. Chassées pour leur viande, il en reste 11 000 en 1981.
Une étude génétique est en cours sur ces restes afin de caractériser cette population.
Un projet de réintroduction dirigé par le Dr Owen Nevin de l'University of Central Lancashire à partir de la population est-pacifique est à l'étude depuis juillet 2005 (BBC News).
Par ailleurs, un spécimen a été observé en mai 2010 dans les eaux d'Israël . L'individu selon toute vraisemblance a dû profiter de l'ouverture récurrente ces dernières années du passage du Nord-Ouest. Il a dû parcourir pour cela près de 20 000 km et la probabilité qu'il retrouve son chemin est assez mince en raison de la topographie en cul-de-sac latitudinal de la Méditerranée. Le même phénomène s'est répété au printemps 2021, un jeune animal étant observé en Méditerranée occidentale lors d'un passage très remarqué par les réseaux sociaux italiens et français.
Entre 2019 et 2020, plus de 300 baleines grises ont été retrouvées mortes sur la côté Pacifique. Si certains décès sont liés à des collisions, les scientifiques cherchent les causes associées à cette vague de mortalité (maladies, changements climatiques, migrations).